# 12219 Григор'єв
12219 Григор'єв (12219 Grigorʹev) — астероїд головного поясу, відкритий 19 вересня 1982 року.
Тіссеранів параметр щодо Юпітера — 3,618.